# Andrea Moda S921
La Andrea Moda S921 è una monoposto da competizione prodotta dalla Andrea Moda per gareggiare nel campionato mondiale di Formula 1 1992. Costruita in economia, è considerata una delle vetture meno competitive che abbiano mai partecipato ad un Gran Premio di Formula 1.

## Il contesto
La scuderia Andrea Moda Formula, venne creata nel 1992 dall'imprenditore calzaturiero marchigiano  Andrea Sassetti (originario di Monte san Pietrangeli, paesino dell'entroterra fermano) allo scopo di promuovere il suo marchio di scarpe Andrea Moda. Proprietario di uno dei Night Club più importanti del centro Italia degli anni novanta, Sassetti alla fine del 1991 rileva la scuderia umbra della Coloni (appena ritiratasi dalla Formula 1) commissionando alla Simtek Research il progetto di una vettura da equipaggiare con motori Judd. Questo non prima di aver utilizzato una Coloni del 1991 in strada, tra i capannoni della zona industriale di Porto Sant'Elpidio, tra lo stupore degli abitanti della zona e delle forze dell'ordine.

## La monoposto
Nick Wirth recuperò alcuni disegni approntati tempo addietro per la BMW e mai utilizzati: ne risultò una macchina dalle forme piuttosto convenzionali, ma definita dagli appassionati una delle più belle dell'epoca per via della livrea totalmente nera. Il musetto era a spiovente e le pance laterali dal profilo "a Coca-Cola" (strette alle estremità e più larghe nel mezzo) le davano una linea sinuosa e affascinante. Gli sponsor erano a "rotazione" a seconda dei tentativi di Andrea Sassetti di reperire fondi da questa o quell'altra azienda. Fatto sta che praticamente mai nessuno di quei marchi ha mai dato al team manager i soldi necessari per gestire al meglio la scuderia. 

## Impiego in gara
I tempi di costruzione delle monoposto furono piuttosto lunghi, sicché la squadra si presentò al Gran Premio inaugurale in Sudafrica con le vecchie vetture Coloni modificate e i piloti Alex Caffi e Enrico Bertaggia, i quali non poterono tuttavia gareggiare poiché Sassetti non aveva pagato la tassa di iscrizione per le nuove squadre, credendo erroneamente di aver "ereditato" i diritti della Coloni. In Messico la squadra si presentò, ma a causa di ritardi nella consegna dei materiali non corse neanche stavolta: i piloti protestarono e vennero licenziati. Questo iniziò a insospettire Bernie Ecclestone sul personaggio Andrea Sassetti.
In occasione del Gran Premio del Brasile la S921 era pronta, ma la nuova prima guida Roberto Moreno non riuscì a qualificarsi, girando a 14 secondi dall'ultimo tempo utile; il compagno Perry McCarthy invece non prese parte all'evento in quanto gli fu negata la superlicenza, poi concessagli a seguito di un reclamo. Sassetti aveva nel frattempo provato a ricucire con Bertaggia, ma avendo già usufruito delle due sostituzioni dei piloti ammesse dal regolamento dovette rassegnarsi a tenere McCarthy, che fu tuttavia emarginato dalla squadra, che fu espressamente istruita a occuparsi quasi esclusivamente di Moreno.
La vettura era fragile, inaffidabile e inefficiente dal punto di vista aerodinamico e motoristico: a Barcellona McCarthy (che scontò il disinteresse da parte del team venendo "dimenticato" in albergo dal resto della squadra, dovendo quindi raggiungere con mezzi propri il circuito del Montmelò) subì un principio d'incendio nell'airbox, dopodiché la sua sessione di prequalifica terminò pochi metri dopo l'uscita della pitlane per un guasto al motore. Nella gara successiva, il Gran Premio di San Marino, entrambe le monoposto ruppero il differenziale. 
Fu però nel Gran Premio di Monaco, che la Andrea Moda poté finalmente schierarsi al via di un Gran Premio. Roberto Moreno riuscì per la prima e unica volta a superare le prequalifiche e a mettere in griglia di partenza una macchina da tutti considerata uno "zero" assoluto. Un evento talmente clamoroso, che al ritorno nei box dopo la conquista del ventiseiesimo posto, tutti i team delle squadre più grandi tributarono al pilota brasiliano un sentito e appassionato applauso corale.
Da lì in poi la situazione, già piuttosto critica per la pochezza del materiale disponibile e l'incompetenza tecnico-manageriale, continuò a peggiorare: i piloti non riuscirono mai più ad andare oltre le prequalifiche e la scuderia si rese protagonista di numerosi errori organizzativi. In Canada alcuni problemi di trasporto (forse dovuti ad un mancato pagamento) fecero sì che le vetture restassero prive dei motori forniti dalla Judd, mentre in Francia i camion della squadra non arrivarono al circuito a causa di uno sciopero degli autotrasportatori. L'epilogo giunse in occasione del Gran Premio del Belgio, quando Sassetti venne arrestato nei box di Spa in esecuzione di un mandato di cattura spiccato dall'Italia per l'accusa di false fatturazioni relative alla sua attività imprenditoriale: di conseguenza, al successivo appuntamento di Monza, la squadra fu estromessa per "lesa reputazione dello sport". La stagione 1992 della squadra fu in seguito narrata da 3 registi italiani (Massimiliano Sbrolla, Giordano Viozzi, Cristiano Coini) in una docuserie del 2023.

## Risultati
| Anno | Team                | Motore              | Gomme | Piloti   |  |  |     |     |     |     |     |    |     |     |     |    |     |  |  |  | Punti | Pos. |
| ---- | ------------------- | ------------------- | ----- | -------- |  |  | --- | --- | --- | --- | --- | -- | --- | --- | --- | -- | --- |  |  |  | ----- | ---- |
| 1992 | Andrea Moda Formula | Judd GV 3.5 V10 72° | G     | Moreno   |  |  | NPQ | NPQ | NPQ | Rit | NPQ | NA | NPQ | NPQ | NQ  | NQ | NPR |  |  |  | 0     | 16º  |
| 1992 | Andrea Moda Formula | Judd GV 3.5 V10 72° | G     | McCarthy |  |  | NPR | NPQ | NPQ | NPQ | NPR | NA | NPQ | ES  | NPQ | NQ | NPR |  |  |  | 0     | 16º  |

| Legenda | 1º posto     | 2º posto | 3º posto    | A punti         | Senza punti/Non class.  | Grassetto – Pole position Corsivo – Giro più veloce |
| Legenda | Squalificato | Ritirato | Non partito | Non qualificato | Solo prove/Terzo pilota | Grassetto – Pole position Corsivo – Giro più veloce |